# Vendin-lès-Béthune
Vendin-lès-Béthune är en kommun i departementet Pas-de-Calais i regionen Hauts-de-France i norra Frankrike. Kommunen ligger i kantonen Béthune-Nord som tillhör arrondissementet Béthune. År 2022 hade Vendin-lès-Béthune 2 384 invånare.

## Befolkningsutveckling
Antalet invånare i kommunen Vendin-lès-Béthune
| Referens: INSEE |